# 우범소년
우범소년(虞犯少年)은 다음에 해당하는 사유가 있고 성격이나 환경에 비추어 앞으로 형벌 법령에 저촉되는 행위를 할 우려가 있는 10세 이상인 소년을 말한다.
- 소년법 제4조제1항제3호

가. 집단적으로 몰려다니며 주위 사람들에게 불안감을 조성하는 성벽(性癖)이 있는 것
나. 정당한 이유 없이 가출하는 것
다. 술을 마시고 소란을 피우거나 유해환경에 접하는 성벽이 있는 것
소년법 제4조제2항에 따르면, 우범소년은 경찰서장이 직접 관할 소년부에 송치(送致)하여야 한다.

## 정당성과 한계
소년법은 죄형법정주의를 수정하여 죄를 범할 우려가 있는 소년도 소년법원의 심판 대상으로 하고 있다. 이에 대해서는 반사회성을 조기에 발견하여 조기에 치료하기 위함이라는 주장이 근거로 제시되고 있다.
그러나, 우범소년을 형사특별법인 소년법에 규정한 입법례는 현재 대한민국 소년법과 일본 소년법에만 있을 뿐이고, 그밖의 선진국에서는 우범소년을 아동복지법(兒童福祉法)에서 다루고 있다.
죄를 범하지 않은 소년을 획일적 기준의 우범성만으로 형사특별법인 소년법에 우범소년이라는 이름의 '잠재적 범죄자'로 규정하고 소년법에 의해 보호처분을 하는 것은 이들에 대한 마이너리티 리포트(잠재 범죄자 리포트)일 뿐만 아니라, 전근대적인 입법형식으로서 비판받을만 한다. 특히, 이러한 제도적 태도는 일제강점기부터 1980년대 중반까지 부랑아(浮浪兒)라는 이름으로 규정된 소년들에 대한 선감학원 사건, 형제복지원 사건 등의 반사회적 인권 유린이 자행되는 토대가 되었다.

## 같이 보기
- 소년법
- 보호처분
- 촉법소년
- 소년범